# Motmot amazònic
El motmot amazònic (Momotus momota) és una espècie d'ocell de la família dels momòtids (Momotidae) que habita boscos de l'oest i est de l'Equador, nord-oest i est del Perú, est de Colòmbia, sud de Veneçuela, Guaiana, Bolívia, Brasil, el Paraguai i nord-oest de l'Argentina. S'ha considerat que Momotus aequatorialis, Momotus coeruliceps, Momotus lessonii, Momotus subrufescens i Momotus bahamensis són subespècies de Momotus momota.

## Característiques
És una au gran, mesura entre 38 i 43 cm de longitud; es reconeix pel seu cap voluminós, amb una banda blava clara que envolta la seva coroneta negra i es torna morada al clatell; el seu bec és gruixut i fort, lleugerament corbat amb les vores del bec serrats; la cua és llarga, de color negre per sota, amb la rectrius.